# Redwood Bog SAC
Redwood Bog SAC este o arie protejată (arie specială de conservare — SAC, sit de importanță comunitară — SCI) din Irlanda întinsă pe o suprafață de 545,78 ha, integral pe uscat.

## Localizare
Centrul sitului Redwood Bog SAC este situat la coordonatele 53°08′59″N 8°04′55″W / 53.149669°N 8.081914°V.

## Înființare
Situl Redwood Bog SAC a fost declarat sit de importanță comunitară în aprilie 2003 pentru a proteja 1 specie de animale. Situl a fost protejat și ca arie specială de conservare în decembrie 2021.

## Biodiversitate
Situată în ecoregiunea atlantică, aria protejată conține 3 habitate naturale: Turbării active, Mlaștini oligotrofe degradate, capabile încă de regenerare naturală, Depresiuni pe substraturi de turbă de Rhynchosporion.
La baza desemnării sitului se află o specie protejată de  păsări: Anser albifrons flavirostris.
Pe lângă speciile protejate, pe teritoriul sitului au mai fost identificate 1 specie de plante.